# Vålsjön (Järvsö socken, Hälsingland)
Vålsjön är en sjö i Ljusdals kommun i Hälsingland och ingår i Ljusnans huvudavrinningsområde. Sjön har en area på 0,0966 kvadratkilometer och ligger 131 meter över havet.

## Delavrinningsområde
Vålsjön ingår i det delavrinningsområde (684820-152455) som SMHI kallar för Utloppet av Vålsjön. Medelhöjden är 204 meter över havet och ytan är 4,9 kvadratkilometer. Det finns inga avrinningsområden uppströms utan avrinningsområdet är högsta punkten. Vattendraget som avvattnar avrinningsområdet har biflödesordning 2, vilket innebär att vattnet flödar genom totalt 2 vattendrag innan det når havet efter 97 kilometer. Avrinningsområdet består mestadels av skog (72 procent) och jordbruk (13 procent). Avrinningsområdet har 0,1 kvadratkilometer vattenytor vilket ger det en sjöprocent på 2 procent.